# Războiul celor O Mie de Zile
Războiul celor O Mie de Zile a fost un război civil din Columbia purtat între 17 octombrie 1899 și 21 noiembrie 1902; la început, bătălia s-a dat între Partidul Liberal și guvernul Partidului Național condus de președintele Manuel Antonio Sanclemente, care a fost învins pe 31 iulie 1900 de către José Manuel Marroquín Ricaurte, reprezentant al Partidului Conservator, în alianță cu liberalul Aquileo Parra. De atunci, și în ciuda acestei alianțe, războiul va continua între liberali și conservatorii istorici. Acest război a fost caracterizat printr-o confruntare neconvențională între guvernul militar (la început naționalist, mai târziu, conservator) bine organizat, și o armată prost pregătită și anarhică de gherile liberale.

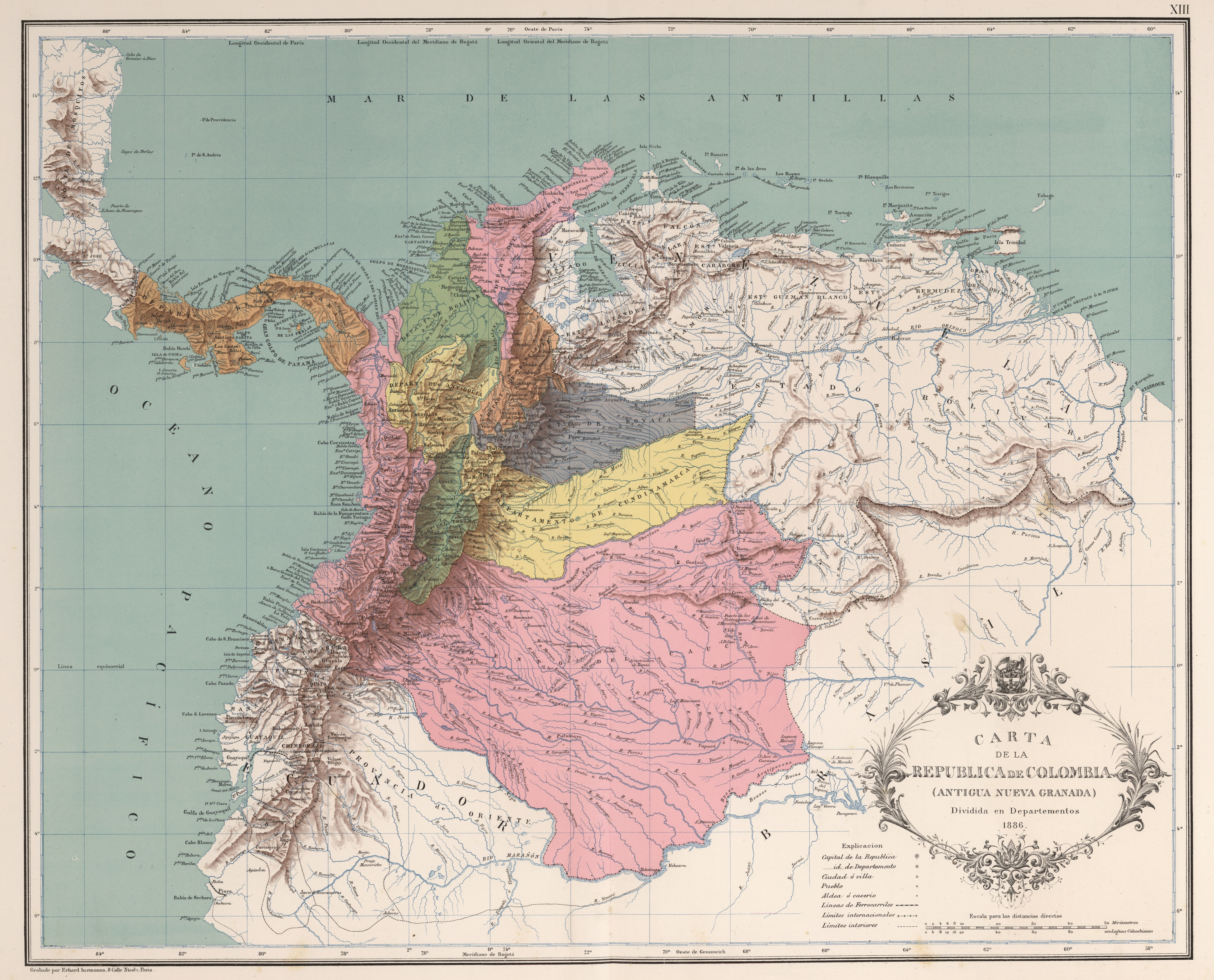
Departamentele Columbiei în 1890; Panamá era un departament al Columbiei

## Separarea și formarea statului Panama

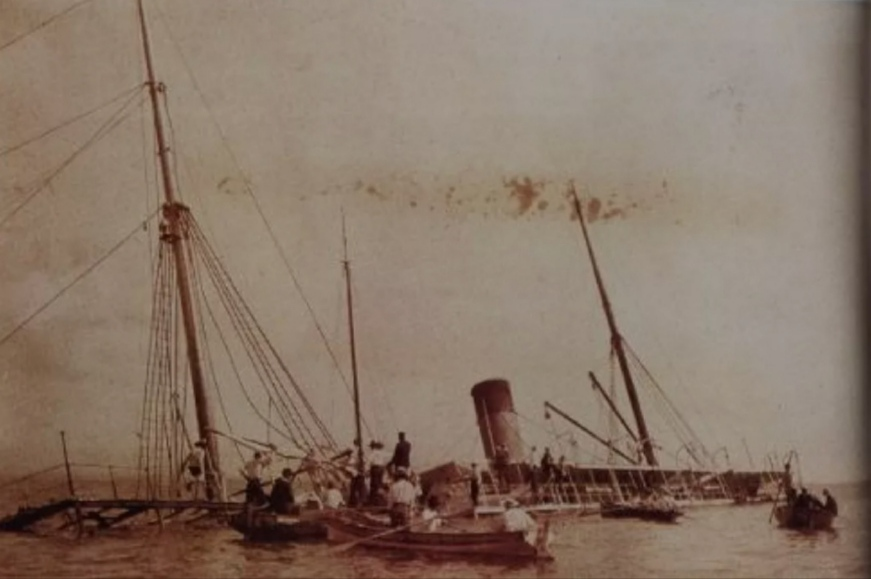
Bătălia dintre vasele de război Admiral Padilla (Partidul Liberal) și Lautaro (chilian, închiriat Partidului Conservator); acesta din urmă a fost scufundat în fața portului Ciudad de Panamá, în 20 ianuarie 1902.

Conflictul a dus la victoria Partidului Conservator, devastarea economică a națiunii, mai mult de o sută de mii de morți, dispariția Partidului Național și crearea condițiilor pentru o ulterioară separare a Panama (care la acel moment era unul din departamentele Columbiei) în noiembrie 1903. Schimbarea bruscă cauzată de abrogarea Constituției de la Rionegro din 1863 (care consolida modelul federal) și adoptarea Constituției centraliste din 1886 (adoptată sub mandatul lui Rafael Núñez) și violentele încercări de cooptare a conservatorilor istorici prin Marroquín, precum și interesele liberalilor de a-și recâștiga puterea, au fost principalele cauze ale războiului.

## Conflict panamerican
A fost un conflict internațional, care s-a extins parțial în țările vecine, cum ar fi Ecuador și Venezuela, în care s-au dus lupte între forțele columbiene și ecuadoriene și/sau venezuelene care susțineau pe columbienii aflați în conflict. Alte națiuni, cum ar fi cele ale Guatemalei, ale Salvadorului și ale Nicaraguei, au fost susținute de liberali și de conservatori cu arme și provizii. Statele Unite ale Americii au intervenit și ele în acțiunile militare în Panamá, o flotă americană garantând securitatea istmului după tratatul Mallarino-Bidlack din 1846.